# Lordiphosa denticeps
Lordiphosa denticeps är en tvåvingeart som först beskrevs av Toyohi Okada och Mitsuhiro Sasakawa 1956 och som förekommer i Japan. Lordiphosa denticeps ingår i släktet Lordiphosa och familjen daggflugor. Inga underarter finns listade i Catalogue of Life.